# Маришин, Евгений Михайлович
Евгений Михайлович Маришин (8 ноября 1978, Курск) — российский футболист, защитник.

## Карьера
Воспитанник СДЮШОР «Динамо» (Москва). Начинал свою карьеру во второй команде бело-голубых. В 2002 году защитник провел четыре матча в Высшей лиге Латвии за «Металлург» (Лиепая). В России играл за ряд московских и подмосковных любительских коллективов, а на уровне второго дивизиона Маришин защищал цвета «Коломны» (2002), мытищинской «Фортуны» (2006) и «Реутова» (2007).
После окончания карьеры перешел в футбол 6x6. В 2018 году в составе сборной России Евгений Маришин стал бронзовым призером Чемпионата мира по футболу 6x6.

## Достижения
- Бронзовый призер Чемпионата Латвии (1): 2002.
- Бронзовый призер Чемпионата мира по футболу 6x6 (1): 2018.